# Kościół św. Maksymiliana Kolbego w Jarantowicach
Kościół świętego Maksymiliana Kolbego w Jarantowicach – rzymskokatolicki kościół filialny należący do parafii św. Marii Magdaleny w Łopatkach (dekanat Wąbrzeźno diecezji toruńskiej).
Jest to dawny zbór ewangelicki wzniesiony w 1785 roku. Wybudowali go osadnicy holenderscy. Od 1945 roku w kościele znajdował się magazyn, a po remoncie w 1960 roku kościół pełnił funkcję sali gimnastycznej szkoły. Od 1989 roku budowla ponownie pełni funkcje sakralne. Remontowano ją w latach 2003 – 06. W 2007 roku świątyni została przyznana pierwsza nagroda „Modernizacja roku 2006”. 
Budowla jest drewniana, wzniesiona w konstrukcji wieńcowo – zrębowej. Świątynia jest orientowana, wybudowano ją z drewna modrzewiowego na dębowej podwalinie. Kościół jest salowy, bez wydzielonego prezbiterium z nawy, zamknięty ścianą prostą. Wejście główne jest umieszczone z boku nawy. Świątynię nakrywa wysoki dach jednokalenicowy, pokryty strzechą z trzciny, w części frontowej znajduje się czworokątna wieżyczka. Zwieńcza ją blaszany ośmiokątny dach namiotowy. Wnętrze nakryte jest pozornym sklepieniem kolebkowym. Chór muzyczny charakteryzuje się prostą linią parapetu. Do wyposażenia świątyni należą m.in. belka tęczowa oraz skromny ołtarz ozdobiony krucyfiksem na ścianie.